# باري بيك
باري بيك هو لاعب هوكي الجليد كندي، ولد في 3 يونيو 1957 في فانكوفر في كندا.

## وصلات خارجية
- باري بيك على موقع دوري الهوكي الوطني (الإنجليزية)
- باري بيك على موقع قاعة مشاهير الهوكي (لاعب أن.إتش.أل) (الإنجليزية)
- باري بيك على موقع EliteProspects.com (الإنجليزية)
- باري بيك على موقع HockeyDB.com (الإنجليزية)
- باري بيك على موقع Hockey-Reference.com (الإنجليزية)